# Franz Rauch
Franz Rauch född 15 oktober 1876 i Stralsund, död 23 maj 1960 i Berlin, var en tysk manusförfattare och skådespelare som skrev manus till över 40 tyska filmer mellan 1920 och 1940, exempelvis Frau Lehmanns Töchter som senare kom i en svensk version som Giftasvuxna döttrar.